# Biblioteca pública Piloto
La Biblioteca Pública Piloto de Medellín para América Latina, es una biblioteca situada en el barrio Carlos E. Restrepo, en la Comuna 11 Laureles, en la Ciudad de Medellín. Fue auspiciada por la Unesco. A la fecha cuenta con cuatro bibliotecas filiales.

## Historia
La primera Biblioteca Pública Piloto del planeta se estableció en la India en el año de 1951. Posteriormente la UNESCO, pensó en cuál país crear la segunda biblioteca piloto del mundo, esta vez para América Latina. 
La V conferencia general de la UNESCO, reunida en Florencia (1950), mediante Resolución número 4542, autoriza al director general para participar en una conferencia regional, en América Latina, para promover el desarrollo de las bibliotecas públicas en esta región. Los delegados plantean la necesidad de crear una Biblioteca Piloto en el hemisferio occidental a la mayor brevedad posible, teniendo en cuenta que, algunos países como Brasil, Cuba, Guatemala y Colombia, piden ser sede del proyecto. Colombia fue elegida como sede; no fue fácil para la UNESCO escoger el país para el proyecto. 
Finalmente, la fundación de la Biblioteca Pública Piloto de Medellín para América Latina se acordó en París el 10 de noviembre de 1952 en documento firmado por el doctor José Manuel Mora Vásquez, delegado permanente del país ante la UNESCO, en representación del Gobierno de Colombia, y por el director general de la UNESCO, doctor Jaime Torres Bodet. Esta era la segunda Biblioteca Público Piloto surgida en el mundo después de la de la India.
A la creación de la Biblioteca Pública Piloto de Medellín seguiría después la de la Biblioteca Luis Ángel Arango, en Bogotá, y otras muchas que han seguido el modelo de la matriz.
La Biblioteca Pública Piloto es uno de los hechos culturales más representativos realizados por una organización mundial para un país.

## Eventos culturales
La Biblioteca ha sido y es órgano vital de Medellín. En la actualidad es la institución que ostenta el promedio diario más alto de eventos culturales, con un público masivo. 

## Premios y reconocimientos
La Biblioteca ha recibido los siguientes premios y reconocimiento en sus más de 70 años de servicio a la sociedad:

## Bibliotecas Filiales
La Biblioteca cuenta con cuatro Filiales distribuidas en las Comunas de Medellín. Estas bibliotecas satélites se llaman y se encuentran en: 
Biblioteca San Javier-La Loma (La Montaña), ubicada en la Vereda La Loma del Corregimiento San Cristóbal (Comuna 60). Es rural. 
Biblioteca San Antonio, ubicada en la centralidad del Corregimiento San Antonio de Prado (Comuna 80). Es rural.
Biblioteca Carlos Castro Saavedra (Tren de papel), ubicada en el Barrio Téjelo (Comuna 5, Castilla). Es urbana.
Biblioteca Juan Zuleta Ferrer, ubicada en el Barrio Prado Brasilia (Comuna 4, Aranjuez). Es urbana.